# A-Lex
Albums de Sepultura
Dante XXI
(2006) Kairos
(2011)
A-Lex est le 11e album longue durée du groupe de thrash metal brésilien Sepultura, sorti en 2009 sous le label SPV Records. Cet album est le premier réalisé avec la participation de Jean Dolabella, remplaçant d'Igor Cavalera à la batterie arrivé dans le groupe en 2006.
Il s'agit du second album-concept de Sepultura, après Dante XXI (2006), inspiré de la Divine Comédie de Dante. Celui-ci est inspiré du roman l'Orange mécanique d'Anthony Burgess.
Les critiques sont positives, mais l'album ne se vend qu'à 5000 exemplaires au Brésil lors de la première semaine de sortie, et 1500 aux États-Unis.

## Musiciens et technique
Sepultura
- Derrick Green - chant, guitare rythmique
- Andreas Kisser - guitare
- Paulo Jr. - guitare basse
- Jean Dolabella - batterie, percussions

## Liste des chansons
| No  | Titre             | Durée |
| --- | ----------------- | ----- |
| 1.  | A-Lex I           | 1:53  |
| 2.  | Moloko Mesto      | 2:09  |
| 3.  | Filthy Rot        | 2:45  |
| 4.  | We've Lost You!   | 4:13  |
| 5.  | What I Do!        | 2:01  |
| 6.  | A-Lex II          | 2:18  |
| 7.  | The Treatment     | 3:23  |
| 8.  | Metamorphosis     | 3:01  |
| 9.  | Sadistic Values   | 6:50  |
| 10. | Forceful Behavior | 2:27  |
| 11. | Conform           | 1:54  |
| 12. | A-Lex III         | 2:03  |
| 13. | The Experiment    | 3:28  |
| 14. | Strike            | 3:40  |
| 15. | Enough Said       | 1:36  |
| 16. | Ludwig Van        | 5:29  |
| 17. | A-Lex IV          | 2:46  |
| 18. | Paradox           | 2:15  |